# كارل لودفيغ (لاعب هوكي جليد)
كارل لودفيغ هو لاعب هوكي جليد كندي، ولد في 25 نوفمبر 1988 في برامبتون في كندا.

## روابط خارجية
- كارل لودفيغ على موقع Paralympic.org (الإنجليزية)
- كارل لودفيغ على موقع IPC.InfostradaSports.com (مؤرشف) (الإنجليزية)
- كارل لودفيغ على موقع اللجنة البارالمبية الكندية (الإنجليزية)